# 无恒变形虫
无恒变形虫（學名：Polychaos dubium），又稱无恒多卓变虫，是一種生活在淡水中的變形蟲，其基因組由多達6700億鹼基對組成，是已知生物中基因組最龐大者，惟此測量結果目前有所爭議。

## 分類
无恒变形虫最早於1916年由美國生物學家阿薩·阿圖·沙弗描述發表，當時被歸入變形蟲屬中，名為Amoeba dubia，1926年沙弗認為本種與該屬其他物種有所差異，而將其同屬的囊多卓变虫一起歸入新屬多卓变虫属（Polychaos），並以本種為該屬的模式種。

## 特徵
无恒变形虫細胞質中的結晶呈雙錐體狀或平盤狀，不具有胞內體，內質與外質均為澄清，細胞核為橢球狀。通常具有多個偽足（polypodal），平均為12個，不過快速移動時可能只剩下一個。
无恒变形虫具有已知生物中最龐大的基因組，共有多達6700億鹼基對（670 Gbp），人類基因組大小的200倍。與衣笠草（1490億對基因組）與石花肺魚（1490億對基因組）同為基因組大小最大的生物。不過有學者指出无恒变形虫基因組大小為1960年代以生化技術測定，並非以現代分子技術測得，可能受細胞質中的其他DNA影響，故應謹慎判讀。變形蟲屬的大变形虫（Amoeba proteus）基因組大小過去即被認為有多達3000億鹼基對，但以分子技術測定後發現僅有約400億鹼基對。

## 生態
无恒变形虫生長於淡水中，以藻類為食，在北美洲、歐洲與中國皆有發現。

## 註腳
1. ↑  原名Amoeba fasciculata，後改為Polychaos fasciculatum。